# 達莉亞·弗多維娜
達莉亞·奧列戈夫娜·弗多維娜（俄语：Дарья Олеговна Вдовина，1989年12月15日—），是一名俄羅斯女性射擊運動員，曾經參與2012年夏季奧林匹克運動會射擊女子10米空氣步槍比賽、2016年夏季奧林匹克運動會射擊女子10公尺空氣步槍和50公尺步槍三姿比賽。